# Aimée de Jongh
Aimée de Jongh est une autrice de bande dessinée néerlandaise, née le 20 octobre 1988 à Waalwijk (Brabant-Septentrional).

## Biographie

### Jeunesse et formation
Aimée de Jongh naît le 20 octobre 1988, à Waalwijk, dans la province de Brabant-Septentrional. Son père est artiste peintre. Ses parents sont fanatiques des bandes dessinées franco-belges, des mangas et des animations japonaises. Grâce à cette passion, elle commence à dessiner à l'âge de cinq ans, présente ses dessins sur un site internet, offert par son père, à l'âge de seize ans et y publie son premier livre intitulé Aimée TV à 17 ans.
Elle assiste aux cours d'animation à l'Académie Willem de Kooning, à Rotterdam, puis à l'Académie royale des beaux-arts de Gand et à Gobelins, l'école de l'image, à Paris,.

### Carrière
En 2010, à l'âge de 22 ans, Aimée de Jongh commence sa carrière en publiant des bandes dessinées pour la presse Metro,,.
En 2012, elle crée des personnages Aimée et Stef, des colocataires presque insupportables, pour son premier album de la série jeunesse Snippers, édité chez Strip2000 — il sera traduit sous le titre Coloc en France, aux éditions Paquet, dès 2014, qui poursuivra au bout de ses neuvième tome, en 2017.
En 2015, elle publie une autre série pour adolescents Slimme Pim — inédit en France, aux éditions De Eenhoorn.

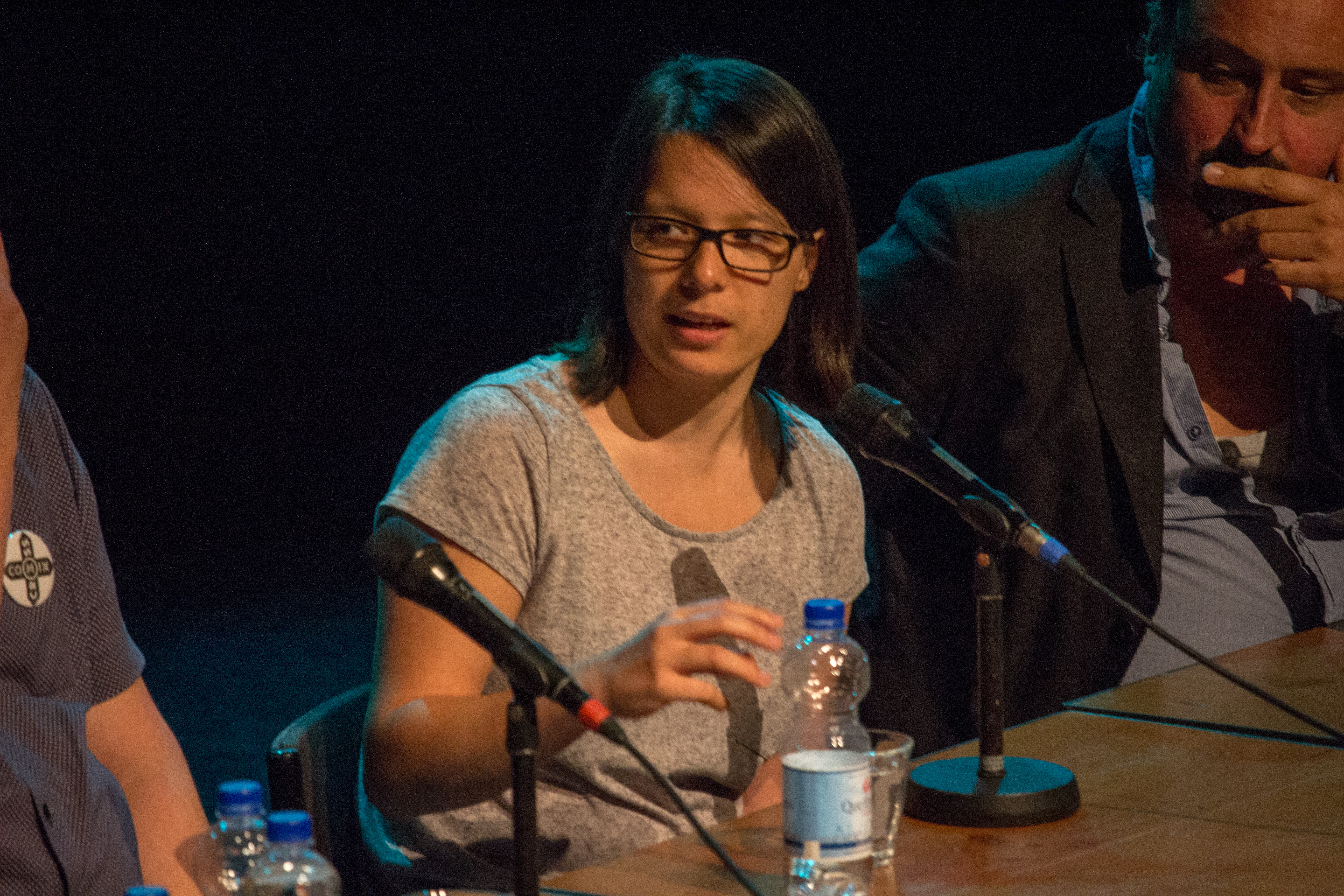
Au festival de CrossComix 2016.

En 2016, Dargaud traduit et publie son premier roman graphique Le Retour de la Bondrée (Terugkeer van de Wespendief, 2014, Oog & Blik), pour lequel elle reçoit le prix Saint-Michel en 2015. Cet éditeur lui propose de travailler avec Zidrou, dont elle connaît bien le travail, avant de lui envoyer son livre : Zidrou accepte de collaborer avec elle, d'où la naissance de L'Obsolescence programmée de nos sentiments (2018).
En mai 2021, Dargaud publie Jours de sable (Dagen van Zand), traitant le Dust Bowl dans l'Oklahoma, à la fin des années 1930, sous les yeux d'un jeune journaliste reporter-photographe engagé par la Farm Security Administration. C'est un succès d'édition avec 40 000 exemplaires en France, et 10 000 au Pays-Bas. L'auteure reçoit, pour ce livre, les prix Ouest France - Quai des Bulles et prix des Libraires BD, ainsi qu'une des finalistes du grand prix de la critique et du prix de la BD Fnac France Inter. En 2023, dans le cadre du BD Comic Strip Festival, elle reçoit le Prix Cognito de la BD historique pour Jours de sable. En septembre 2021, La Boîte à bulles traduit Taxi ! (Taxi!, 2019, chez Scratch) dans lequel elle partage « une expérience très personnelle ».
En avril 2022, elle récolte le prix Stripschap pour l'ensemble de son œuvre Jours de sable, distinction la plus importante dans son pays natal,. En mai, avec la scénariste Ingrid Chabbert, elle présente Soixante printemps en hiver, édité par Dupuis dans la collection « Aire Libre », qui narre la liberté d'une femme avec sa vieille Volkswagen Westfalia, quittant ainsi son mari et sa maison, au jour de ses soixante ans.
En 2024, elle publie l'album Sa Majesté des mouches (Dargaud), adaptation en BD du roman de William Golding.

## Publications

### Albums francophones

#### Romans graphiques
- 2024 : Sa Majesté des mouches adaptation en BD du roman de William Golding chez Dargaud  (ISBN 9782505128557)
- Jours de sable (Dagen van Zand), Dargaud, 2021
Scénario, dessin et couleurs : Aimée de Jongh -  (ISBN 978-2-505-08254-5)
- L'Obsolescence programmée de nos sentiments, Dargaud, 2018
Scénario : Zidrou - Dessin et couleurs : Aimée de Jongh -  (ISBN 978-2-505-06756-6)
- Le Retour de la Bondrée (Terugkeer van de Wespendief), Dargaud, 2016
Scénario et dessin : Aimée de Jongh -  (ISBN 978-2-505-06485-5)
- Soixante printemps en hiver, Dupuis, « Aire Libre », 2022
Scénario : Ingrid Chabbert - Dessin et couleurs : Aimée de Jongh -  (ISBN 979-10-34747-37-5)
- Taxi ! (Taxi!), La Boîte à bulles, 2021
Scénario et dessin : Aimée de Jongh -  (ISBN 978-2-84953-393-2)

### Albums néerlandophones

#### Romans graphiques
- Dagen van Zand, Scratch, 2021
Scénario, dessin et couleurs : Aimée de Jongh -  (ISBN 978-94-931664-3-1)
- Taxi!, Scratch, 2019
Scénario et dessin : Aimée de Jongh -  (ISBN 978-94-921179-9-1)
- Terugkeer van de Wespendief, Oog & Blik, 2014
Scénario et dessin : Aimée de Jongh -  (ISBN 978-90-549-2440-1)

## Filmographie
Sauf indication contraire, les informations mentionnées dans cette section peuvent être confirmées par la base de données cinématographiques IMDb,  présente dans la section « Liens externes ».
- 2011 : One Past Two d'elle-même (court métrage d'animation)[14]
- 2012 : Aurora d'elle-même (court métrage d'animation)
- 2017 : De Terugkeer van de Wespendief de Stanley Kolk (téléfilm, en tant que scénariste)

## Distinctions
- 2015 : Prix Saint-Michel du meilleur album d’un auteur néerlandophone pour Le Retour de la Bondrée (De Terugkeer van de Wespendief)[15] ;
- 2021 : Prix Ouest France - Quai des Bulles pour Jours de sable (Dagen van zand)[16] ;
- 2022
  - Prix des Libraires BD pour Jours de sable (Dagen van zand)[17] ;
  - Prix Stripschap, pour l'ensemble de son œuvre[18] ;
- 2023 : Prix Cognito de la BD historique pour Jours de sable[10].